# 許金騰
許金騰（1968年—），中華民國海軍中將。畢業於中正預校高中部第8期(75年），海軍官校79年班。
2016年1月1日晉升海軍少將，2022年1月1日晉升海軍中將，現任國防部參事，曾任海軍教準部指揮官、後勤次長、作戰及計畫參謀次長室助次（聯三助次）海軍司令部戰系處長、海軍司令部戰訓處長等職務。2023年度內曾因健康因素轉調任海軍司令部中將委員。